# Italtekna
Italtekna Progettazione e Servizi di Ingegneria S.p.A. era una società italiana di ingegneria civile e di costruzioni. Attraverso il 15% di Aligame partecipava alla costruzione di infrastrutture per il turismo. Era del gruppo IRI-Italstat, poi IRI-Iritecna.

## Storia
Nasce a Roma il 13 febbraio 1972 come Porti Turistici Italiani S.p.A. in quanto la holding Italstat aveva avvertito la necessità di costituire una società caposettore che si occupasse della costruzione, della gestione e del funzionamento di porti turistici. Nel 1980 si occupa della ricostruzione dell'Irpinia in seguito al terremoto. Negli stessi anni intraprende attività in Mauritania. Nel 1982 diventa Italtekna. Nel 1987 è chiamata a redigere il Piano di Ricostruzione e Sviluppo della Valtellina, dopo l'alluvione che ha sconvolto l'assetto idrogeologico locale. Nel 1988 svolge in Senegal, dopo un contratto con il Ministero degli Affari Esteri, un programma di sviluppo idroagricolo in Senegal. Nel 1992 viene incorporata in Iritecna. Era proprietaria di Bonifica S.p.A..
Partecipava anche Gruppo Ponte di Messina, società che ha partecipato al concorso per il progetto del Ponte sullo Stretto di Messina.

## Fonti
- http://www.oggi7.info/2007/10/30/397-politica-affari-la-sinistra-e-lostacolo-di-pietro-ma-perch-quel-ponte-non-sha-da-fare[collegamento interrotto]
- http://www2.consiglio.regione.lombardia.it/wai/politica7/dettaglio.php?did=212[collegamento interrotto]
- http://ricerca.repubblica.it/repubblica/archivio/repubblica/1987/03/07/irti-rientra-nel-gruppo-iri-ora.html
- http://agora.regione.piemonte.it/biblioteca/ricerca/index.php?cfg=/db/conf/agora.db&in=scheda.in&mfn=003189[collegamento interrotto]
- http://archiviostorico.corriere.it/1993/aprile/15/cooperazione_esplode_caso_Senegal_co_0_930415894.shtml
- http://beta.vita.it/news/view/52376[collegamento interrotto]